# ジョールハート

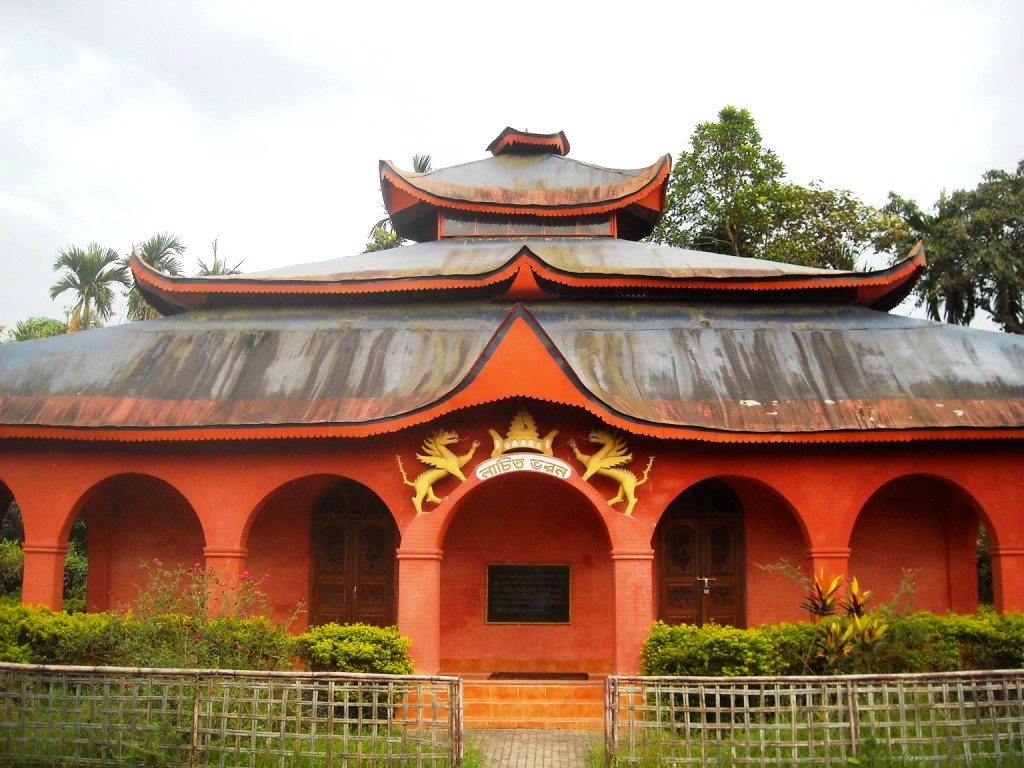
ジョールハートの寺院

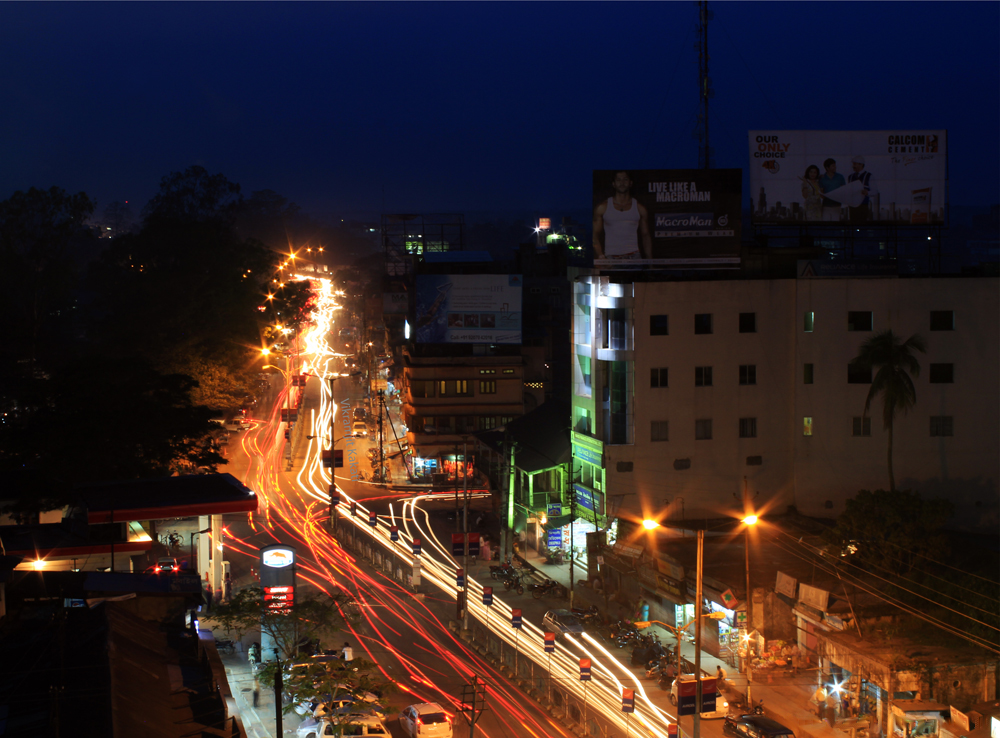
ジョールハートの夜景

ジョールハート、またはジョルハート（アッサム語：যোৰহাট、Jorhat）は、インドのアッサム州、ジョールハート県の都市。

## 歴史
1794年、アーホーム王国はシヴァサーガルからジョールハートへと遷都した。
1824年、アーホーム王国はイギリスの保護下に入り、イギリスの駐在軍がこの地に配置された。

## 人口
2011年の人口統計では、ジョールハートの人口は219,565人。